# Route 108 (Québec)
Pour les articles homonymes, voir Route 108.
La route 108 (R-108) est une route nationale québécoise d'orientation est / ouest située sur la rive sud du fleuve Saint-Laurent. Elle dessert les régions administratives de l'Estrie et de Chaudière-Appalaches.

## Tracé
La route 108 commence dans le centre-ville de Magog, sous le nom de « Rue Principale ». Elle passe au sud du Lac Magog et passe par North Hatley avant d'atteindre l'arrondissement Lennoxville de Sherbrooke. Elle se poursuit vers le nord-est en passant par Cookshire-Eaton, Lambton et se termine à Beauceville, après avoir parcouru la vallée de la rivière Saint-François ainsi qu'une partie de la Beauce.

## Localités traversées (de l'ouest vers l'est)
Liste des municipalités dont le territoire est traversé par la route 108, regroupées par municipalité régionale de comté.

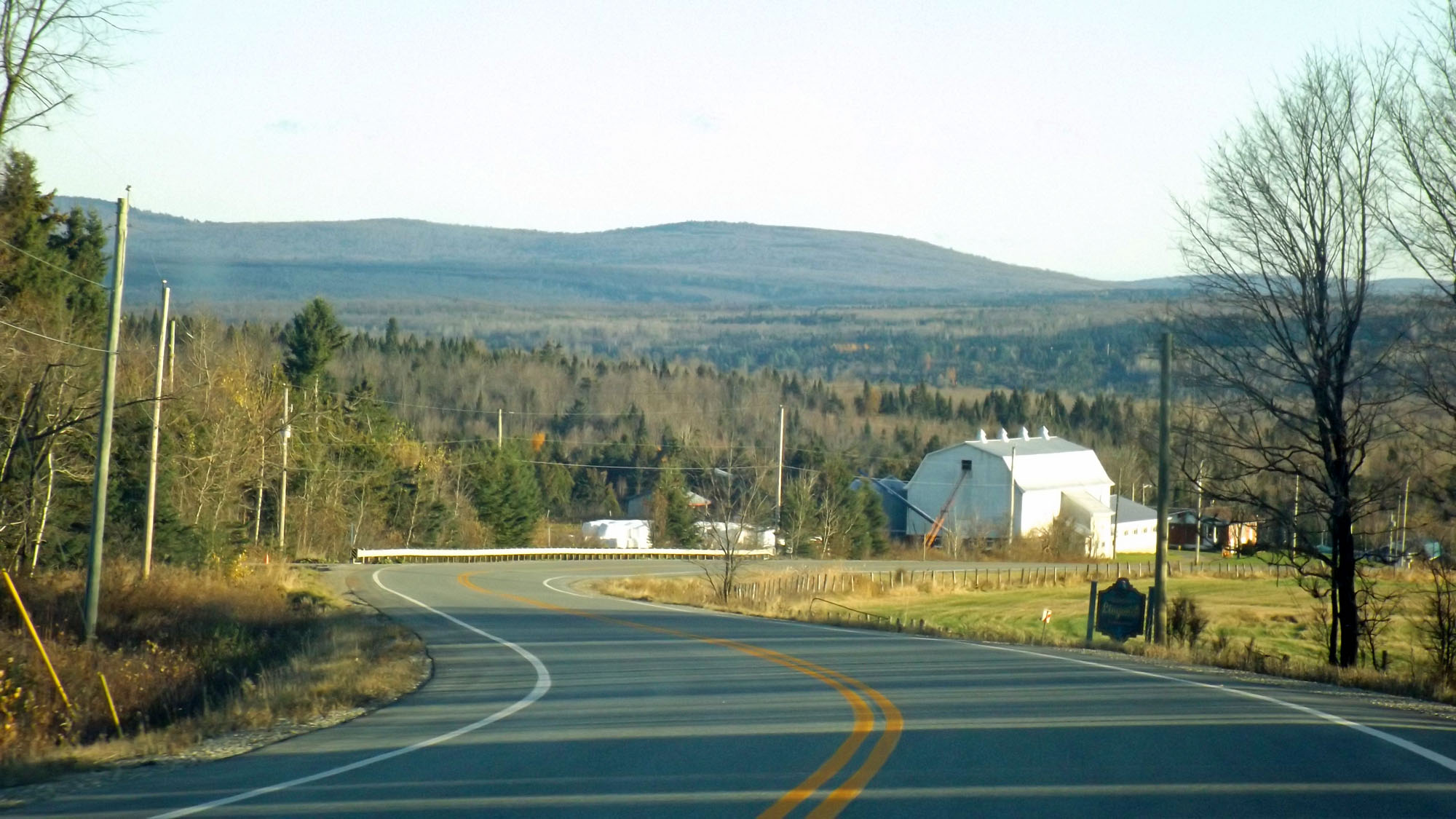
Route 108 à Bury

### Estrie

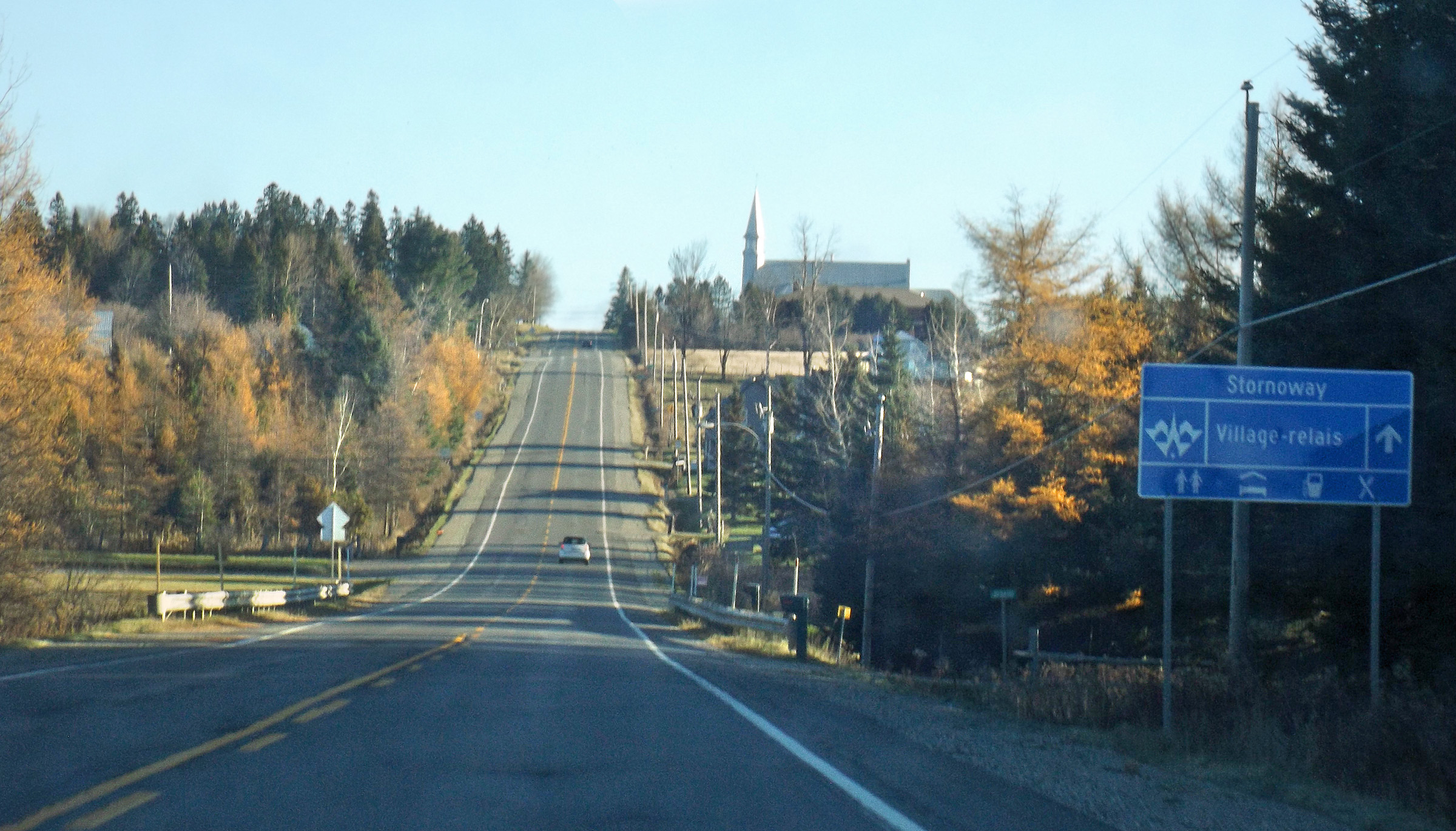
Route 108 à Stornoway

Memphrémagog
- Magog
- Sainte-Catherine-de-Hatley
- Hatley
- North Hatley

Coaticook
- Waterville

Hors MRC
- Sherbrooke

Le Haut-Saint-François
- Cookshire-Eaton
- Newport
- Westbury
- Bury
- Lingwick

Le Granit
- Stornoway
- Saint-Romain
- Lambton

### Chaudière-Appalaches
Beauce-Sartigan
- Courcelles–Saint-Évariste
- La Guadeloupe
- Saint-Éphrem-de-Beauce

Beauce-Centre
- Saint-Victor
- Saint-Alfred
- Beauceville

## Intersections majeures
| MRC                     | Municipalité               | km     | Destinations                                             | Notes |
| ----------------------- | -------------------------- | ------ | -------------------------------------------------------- | --- |
| Memphrémagog            | Magog                      | 0,00   | R-112 (Rue Sherbrooke)                                   | |
| Memphrémagog            | Sainte-Catherine-de-Hatley | 5,70   | A-55 – Montréal, Sherbrooke, Stanstead                   | Sortie 29 de l'A-55                                                                                                 |
| Memphrémagog            | Sainte-Catherine-de-Hatley | 12,50  | R-216 est – Sherbrooke                                   | Terminus ouest de la R-216                                                                                          |
| Coaticook               | Waterville                 | 26,70  | R-143 sud – Waterville                                   | Terminus ouest du multiplex avec la R-143                                                                           |
| Coaticook               | Waterville                 | 30,00  | R-147 sud – Coaticook                                    | Terminus nord de la R-147                                                                                           |
| Sherbrooke              | Sherbrooke                 | 32,60  | A-410 / R-143 – Montréal, Drummondville, Cookshire-Eaton | Terminus est du multiplex avec la R-143; terminus ouest du multiplex avec l'A-410                                   |
| Sherbrooke              | Sherbrooke                 | 34,60  | A-410 ouest – Montréal, Drummondville                    | Terminus est du multiplex avec l'A-410                                                                              |
| Le Haut-Saint-François  | Cookshire-Eaton            | 37,60  | R-251 sud – Johnville, Martinville                       | Terminus nord de la R-251                                                                                           |
| Le Haut-Saint-François  | Cookshire-Eaton            | 48,80  | R-210 est – Eaton, Sawyerville                           | Terminus ouest de la R-210; Sawyerville indiqué en direction est seulement                                          |
| Le Haut-Saint-François  | Cookshire-Eaton            | 53,80  | R-253 – East Angus, East Hereford, Sawyerville           | East Hereford indiqué en direction est, Sawyerville indiqué en direction ouest                                      |
| Le Haut-Saint-François  | Cookshire-Eaton            | 54,10  | R-212 est – La Patrie                                    | Terminus ouest de la R-212                                                                                          |
| Le Haut-Saint-François  | Bury                       | 61,90  | R-214 ouest – East Angus                                 | Terminus ouest du multiplex avec la R-214                                                                           |
| Le Haut-Saint-François  | Bury                       | 63,40  | R-214 est – Milan, Scotstown                             | Terminus est du multiplex avec la R-214; Milan indiqué en direction est seulement                                   |
| Le Haut-Saint-François  | Bury                       | 66,90  | R-255 – Bishopton, Bury                                  | |
| Le Haut-Saint-François  | Lingwick                   | 82,90  | R-257 – Weedon, Scotstown                                | |
| Le Granit               | Stornoway                  | 105,50 | R-161 – Victoriaville, Lac-Mégantic                      | |
| Le Granit               | Lambton                    | 120,10 | R-263 nord – Disraeli                                    | Terminus ouest du multiplex avec la R-263                                                                           |
| Le Granit               | Lambton                    | 122,10 | R-263 sud – Saint-Sébastien, Lac-Drolet                  | Terminus est du multiplex avec la R-263                                                                             |
| Beauce-Sartigan         | La Guadeloupe              | 140,70 | R-269 sud – Saint-Honoré, Saint-Martin                   | Terminus ouest du multiplex avec la R-269                                                                           |
| Beauce-Sartigan         | Saint-Éphrem-de-Beauce     | 146,10 | R-269 nord – Adstock, Saint-Méthode                      | Terminus est du multiplex avec la R-269; Adstock indiqué en direction est, Saint-Méthode indiqué en direction ouest |
| Beauce-Sartigan         | Saint-Éphrem-de-Beauce     | 152,60 | R-271 – Sainte-Clotilde, Saint-Georges                   | |
| Beauce-Centre           | Beauceville                | 177,90 | R-173 – Saint-Joseph-de-Beauce, Saint-Georges            | |
| - Terminus de multiplex |                            |        |                                                          | |